# ドライアイス洗浄

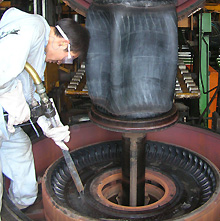
タイヤの金型をドライアイス洗浄している様子

ドライアイス洗浄（ドライアイスせんじょう）は、洗浄物の表面にドライアイスを吹きつけて洗浄する方法。

## 概要
この洗浄手法を用いた装置をドライアイス洗浄機という。ドライアイス洗浄はコンプレッサーの圧縮空気を使い、ドライアイスの粒を噴射して洗浄する。サンドブラストに比べてアルミナなどの後処理に困らないと考えられ、粉塵公害なども起こりにくいものと考えられている。
ドライアイス洗浄機は機内でドライアイスペレット（⌀3 mmペレット）を弱い圧力で必要量にして集めた後、300 m/秒の速度で一気に放出される。粒状またはパウダー状のドライアイスを圧縮空気と一緒に洗浄対象物に吹きつけ、汚れを落とす。ドライアイス洗浄は欧米諸国では非常に実績が高く、この洗浄方法が生まれてから約25年の歴史になろうとしている。国内でも採用する企業が徐々に増えてきており、先進性の高い生産技術や保全部門などで採用されていたが、軽量コンパクトで低価格のモデルも発売されるなど、中小の工場にとっても手に届きやすくなってきた。しかし、大量の圧縮空気を利用するため、それに対応したコンプレッサーの使用が求められたり、ノズルが発する騒音と言った課題も抱えている。ドライアイスペレットは安価で流通しており、専用保冷容器に入れれば1週間ほど保管できる。

## 洗浄方法
1. 高速でドライアイスペレットを吹き付ける。
2. ドライアイスが高速で対象物に当たる。
3. ドライアイスの極度の低温（-78.9 ℃）による熱収縮の効果により付着物が急速に冷却され、割れやすくなる。
4. 剥離した付着物と母材との間にドライアイスが入り込んで急激に気化し、その体積が750倍へ膨張変化し、この体積変化により付着物が洗浄対象物より剥がれる。

## 2ホース式（ツーガンホース式）
洗浄機本体からガンまでのホースが2本。
ドライアイス洗浄の初期に使われた方式で、構造が簡単なので現在も作られている。
1. メインホースには圧縮空気だけが流れ、ドライアイスホースよりドライアイスがベンチュリ効果により吸い出される。
2. 空気流とドライアイスがノズル部分で混ぜ合わされる。
3. ノズル内でドライアイスが急速に加速され対象物に吹きつけられる。

構造が簡単で作成コストは低いが、ホースは嵩張って取り扱いが困難で、ドライアイス消費量のコントロールも難しい。

## 1ホース式（ワンガンホース式）
洗浄機本体からガンまでのホースが1本。
現在、主流となりつつある方式。構造が複雑な反面、ドライアイス消費量を完全にコントロールでき、ノズルの設計が自由にできるので威力が強い。ノズル噴出口の口径と形状、曲がり角は数種類あり、洗浄箇所による使い分けも可能。
1. 空気とドライアイスは本体内部で予め決められた量だけ混ぜ合わされてホースに送られる。
2. ホースはガンと接続されており、空気とドライアイスはガンを通ってノズルに達する。ここまででドライアイスはある程度加速されている。
3. 更にノズル内部にて音速まで加速されて対象物に吹きつけられる。

構造が複雑で作成コストは高いが、ホースが軽く取り扱いが容易、ノズルの種類が豊富、ドライアイス消費量のコントロールが容易、と言った利点がある。

## ドライアイスペレット洗浄方式
直径3 mmのドライアイスペレット（米粒大）をエアーと混合してそのまま吹き付ける洗浄方法。
- 洗浄の特徴

強く付着している付着物に対して適している。ノズルによって洗浄範囲は自由に変えられる。
1. 錆取り
2. 厚みのあるグリース除去
3. 工場床の洗浄
4. 炭化物（焦げ付き）
5. トンネル天井の洗浄

## ドライアイスペレットを用いるドライアイスパウダー洗浄方式
同様のドライアイスペレットを洗浄機内、またはノズル内部で適切なサイズに粉砕し、エアーと混合して吹き付ける洗浄方法。
- 洗浄の特徴

ペレット洗浄方式の洗浄物と比べて強く無く、ペレットを砕いた分、粒子の量が多くなるため、より広範囲または密度に高い洗浄に適する。
粉砕範囲も、ペレットの半分程度から砂粒程度の微粒子まで様々な大きさに出来る。
1. 鏡面やメッキ類など精密金属加工面の異物除去
2. 完成品の脱脂や仕上げ
3. 半導体装置や半導体のコンタミ除去
4. 制御盤内の埃取り
5. プラスチックのバリ取り・表面洗浄

## 液化CO2を用いるドライアイスパウダー洗浄方式
液化CO2から取り出したままの粉末状のドライアイス粉末を、本体、またはノズル内で混合し、エアーと混合して吹き付ける洗浄方法。
液化CO2タンクがあれば、何時でも洗浄が出来るが、ペレットやペレット粉砕式に比べて威力が落ちる。
- 洗浄の特徴

ドライアイスの入手が困難か、洗浄が突然必要になる様な場所に適する。
1. 半導体装置や半導体のコンタミ除去

## ブロックドライアイスからのドライアイスパウダー洗浄方式
ブロックドライアイスをかき氷の様に削ってドライアイスパウダーを作りだす。
これを本体、またはノズル内で混合し、エアーと混合して吹き付ける洗浄方法。
- 洗浄の特徴

粒子がペレット洗浄方式と比べて細かく、面積当たりの粒子衝突数が多くなるので、強くは無い付着物を落とせる。
ペレット洗浄に耐えられない薄いフィンのある金型、ペレットでは破損する恐れのある硝子などの洗浄に用いられる。
1. タイヤ金型洗浄、エンジンカバー金型等の薄いフィンのある金型洗浄
2. ジェットエンジンのタービン洗浄
3. 硝子の表面洗浄
4. 金属からの塗装の除去洗浄
5. リビルドエンジン、リビルドトランスミッション等のグリース洗浄

## 洗浄物
- 自動車製造業 - 金型のメンテナンス、プレス機のグリース、電気設備の配電盤、塗装ブースの塗料、溶接スパッタ、樹脂、電気機器の埃、フラックスなどの除去
- ゴム製品製造業 - 金型のゴム残留物、離形剤、熱硬化したヤニ
- プラスチック製品製造業 - 射出成型機のスクリュ（鏡面仕上げ）の付着物、金型の残留樹脂や離形剤、各種バリ取り
- 食料品製造業 - フライヤーの油、焼き型の油、オーブンの焦げ、操作盤の埃、水分分離機器汚れ、ダクト内の油、ベルトコンベヤーの油の焦げ付き、ライン洗浄
- 塗料製造業 - フッ素塗料、シリコン塗料、アクリル塗料、グラビアインキ、UVインキの除去
- 電気業 - キュービクル、分電盤、配電盤の清掃
- 石油製品、石炭製品製造業 - コールタール、ピッチ、オイル等の除去
- 金属鉱業 - 金型（ゴム、プラスチック、樹脂など）、プレス機の油、溶接の研磨剤等の除去
- 医療分野 - 人工骨の最終処理、プラスチックシリンジのバリ取りなど
- 航空機製造 - タービンの洗浄、プラスチック素材処理、ブレーキの洗浄、型の洗浄など
- トンネル清掃 - トンネルの壁面・天井の清掃
- ビル清掃 - ビルや外壁の壁面・天井の清掃
- 鉄道車両清掃 - 油圧・電気・スプレーでの落書きを下の塗装を除去することなく除去など
- ガラス清掃 - ガラスコーティングの前処理洗浄、切削粉の除去など
- 空港 - 滑走路埋込灯器の洗浄